# 원시 블랙홀

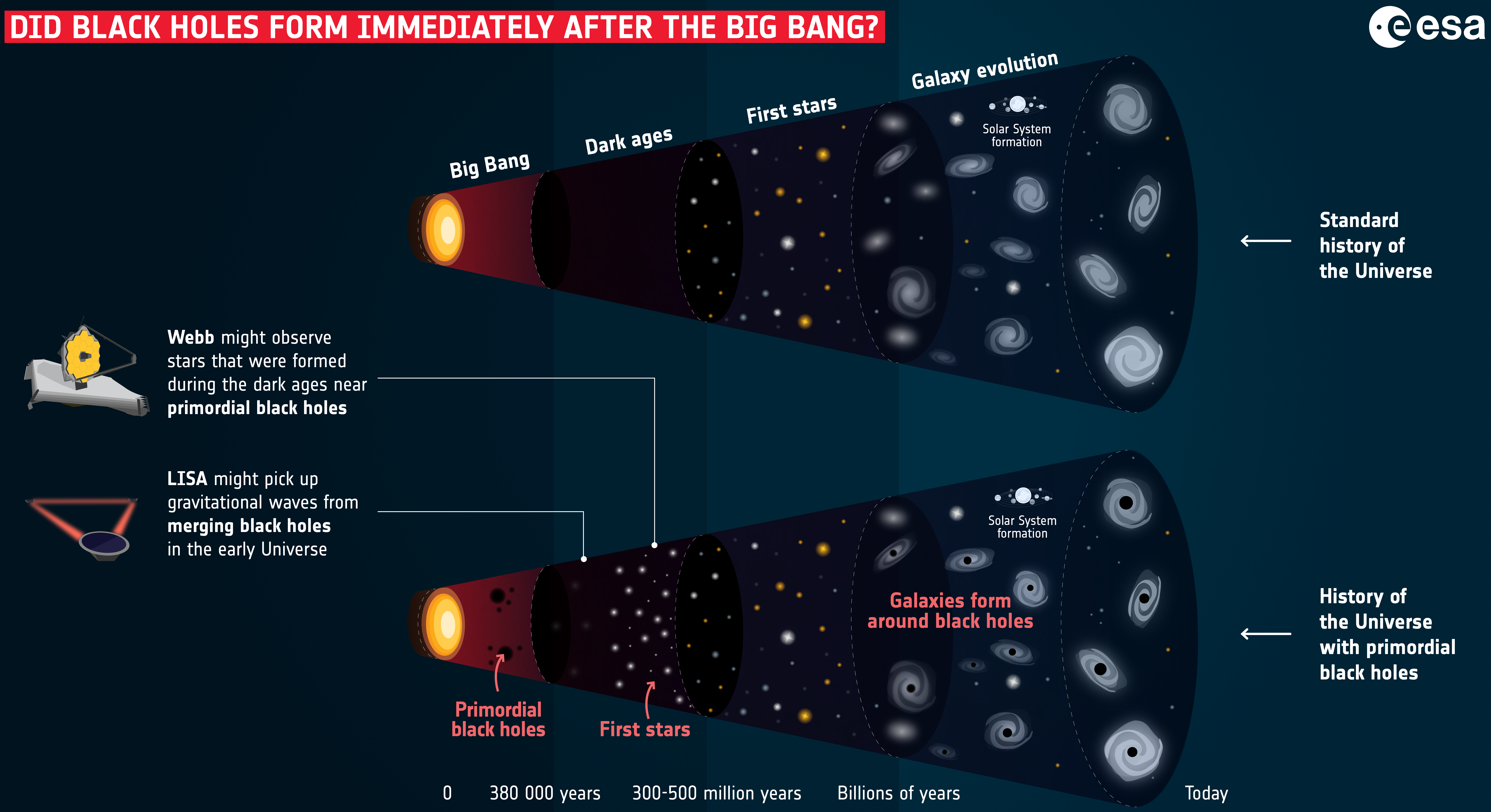
원시 블랙홀의 형성

원시 블랙홀(영어: primordial black hole)은 가설상의 블랙홀로, 별의 중력적인 붕괴에 의해 형성된 블랙홀과는 달리 우주가 초기 팽창하는 동안 존재하던 물질의 밀도가 극에 달하여 형성된 블랙홀을 말한다.
대폭발 이론에 따르면, 빅뱅 이후 처음 얼마 되지 않은 순간 동안에 압력과 온도가 극에 다다르는 만큼 높았다. 이런 상황에서 물질의 밀도에 약간의 변동만으로 국소적인 블랙홀을 만들기에 충분한 밀도를 만들어낼지도 모른다. 고밀도의 대부분의 지역이 우주 팽창에 의해 빠르게 분산되었음에도 불구하고 원시 블랙홀은 안정적으로 그 상태를 유지했을지도 모른다.

## 가능한 검출
원시 블랙홀을 검출하는 한 가지 방법은 호킹 복사에 의한 것이다. 스티븐 호킹은 1974년에 이와 같은 작은 원시 블랙홀의 많은 수가 우리 은하 헤일로 지역에 존재할지 모른다는 이론을 세웠다. 많은 이론가들은 모든 블랙홀에서 질량에 반비례하는 호킹 복사가 방출된다고 믿었다. 이런 방출이 이들의 질량을 더욱 감소시키기 때문에, 매우 작은 질량을 갖는 블랙홀들은 마지막 단계에서 핵무기 폭발과 동일할 정도로 엄청난 전자기파 폭발을 갖는다. 태양질량의 3배에 달하는 정상적인 블랙홀은 우주의 생긴 이래로 블랙홀 자체의 질량 전부를 잃어버릴 수 없다. 그러나, 원시블랙홀은 항성 핵의 수축으로 인해 형성된 것이 아니기 때문에 어떤 크기로든 만들어질 수 있다. 애초에 1E12kg의 질량을 갖는 블랙홀은 우주의 나이만큼 시간이 지나도 남아 있을지도 모른다. 만약 질량이 작은 블랙홀들이 빅뱅 당시 충분한 수 만큼 만들어졌다면 오늘날 우리는 우리은하 근처에서 상대적으로 이러한 것들을 관측할 수 있다. 2008년 6월에 발사된 미국 항공우주국의 GLAST 위성은 이와 같은 원시 블랙홀의 증발을 찾을 수 있는 부분으로 설계되었다. 그러나, 만약 이론적으로 호킹복사가 실제로 존재하지 않는다면, 이와 같은 원시 블랙홀들을 우주에서 검출하기가 매우 어려울 것이다. 왜냐하면 크기도 매우 작고 중력적인 영향도 거의 없기 때문이다. 지구를 통과하는 작은 블랙홀이 음파신호를 검출할 수 있을 것이다. 왜냐하면 이것의 작은 반경, 핵자들과 비교했을 때의 큰 질량 그리고 상대적으로 빠른 속도 때문에 이와 같은 원시 블랙홀들은 간단히 핵자들에 약간의 충격만을 받은채 사실상 방해받지 않고 지구를 통과하기 때문이다. 

## 추측
원시 블랙홀의 증발은 감마선 폭발에 대한 하나의 가능성 있는 설명으로 제안되어 왔다. 그러나 이 설명은 가망 없는 것으로 고려된다. 원시 블랙홀에 대한 다른 문제점들은 암흑 물질 문제, 우주 영역의 한계 문제 그리고 우주 자기 홀극 문제의 해결책으로서 제안되어 왔다. 원시블랙홀이 작아야만 할 필요는 없기 때문에 원시 블랙홀은 후에 은하 형성에 공헌을 했을지도 모른다.
심지어 만약 그들이 이러한 문제점들을 풀지 못한다 하더라도 소수의 원시 블랙홀들은 우주 초기의 밀도 변동의 스펙트럼을 보여줌으로써 우주론자들을 돕는다.

## 끈 이론
일반 상대론은, 가장 작은 원시블랙홀은 모두 증발하고 이제는 남아있지 않을 것이라고 예측하지만, 만약 끈 이론에서 예견하는 네 번째 여분의 차원이 있다면 원시 블랙홀의 증발이 좁은 영역에서의 중력에 영향을 미칠지도 모르고 매우 천천히 증발할지도 모른다. 이것은 우리 은하에 수천 개의 블랙홀들이 있다는 걸 의미할 수 있었다. 이 이론을 시험하기 위해서 과학자들은 2008년 6월 11일에 나사가 올린 페르미 감마선 우주 망원경을 사용한다. 만약 페르미 망원경이 감마선 폭발에서의 분명하게 작은 간섭 형태를 관측한다면 원시 블랙홀과 끈 이론에 대한 첫 번째 간접적인 증거가 될 수 있다.

## 같이 보기
- 블랙홀
  - 초대질량 블랙홀
  - 항성질량 블랙홀

## 참고 자료
- D. Page, Phys. Rev. D13 (1976) 198 : first detailed studies of the evaporation mechanism
- B.J. Carr & S.W. Hawking, Mon. Not. Roy. Astron. Soc 168 (1974) 399 : links between primordial black holes and the early universe
- A. Barrau et al., Astron. Astrophys. 388 (2002) 676 , Astron. Astrophys. 398 (2003) 403 , Astrophys. J. 630 (2005) 1015 : experimental searches for primordial black holes thanks to the emitted antimatter
- A. Barrau & G. Boudoul, Review talk given at the International Conference on Theoretical Physics TH2002 : cosmology with primordial black holes
- A. Barrau & J. Grain, Phys. Lett. B 584 (2004) 114[깨진 링크(과거 내용 찾기)] : searches for new physics (quantum gravity) with primordial black holes
- P. Kanti, Int. J. Mod. Phys. A19 (2004) 4899[깨진 링크(과거 내용 찾기)] : evaporating black holes and extra-dimensions